# (37140) 2000 VQ38
2000 VQ38 (asteroide 37140) é um asteroide da cintura principal. Possui uma excentricidade de 0.05607000 e uma inclinação de 2.75747º.
Este asteroide foi descoberto no dia 1 de novembro de 2000 por Spacewatch em Kitt Peak.